# Deportes de motor Paul Bird
Paul Bird Motorsport es un equipo británico de carreras de motos, carreras de coches y rally . El propietario, Paul Bird, compitió como piloto de rally y anteriormente era piloto de motocross. Su hijo Frank es piloto de turismos.

## Carreras de motociclismo
El equipo compite en el Campeonato Británico de Superbikes, comenzó utilizando una moto Ducati de 2016, basada en la 1199 Panigale R, tras ello cambiaron a la Ducati Panigale V4, unos años más tarde cambiaron de fabricante a Kawasaki . Dirigieron el equipo Kawasaki World Superbike hasta 2011, y compitieron en MotoGP a partir de la temporada 2012 hasta la temporada 2014.

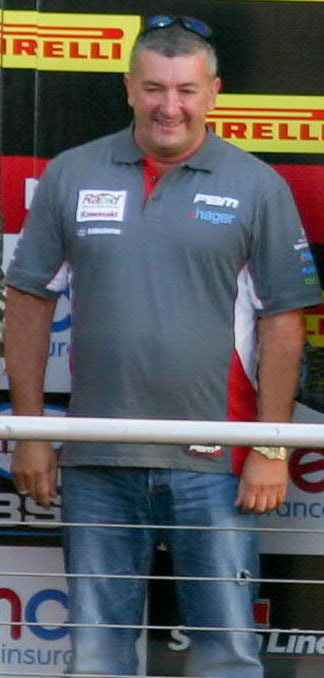
El director del equipo, Paul Bird, en el podio del Brands Hatch, final de la temporada 2014 del Campeonato Británico de Superbikes.

PBM compitió en el Campeonato Británico de Superbikes 2014 como un equipo de dos pilotos con Shane Byrne y Stuart Easton a bordo de sus motos. También en 2014, Ian Hutchinson se unió a Paul Bird Motorsport para algunas rondas de la competición Pirelli National Superstock 1000 en el equipo Rapid Solicitors Kawasaki, tras lo cual volvió a competir en el GP de Macao en ruta con la moto que llevaba Shane Byrne, pero sin el éxito del año anterior, tras una caída a baja velocidad. La carrera la ganó el piloto de PBM Stuart Easton.
Para 2015, Hutchinson compitió en algunas rondas del Campeonato Británico de Superbikes y fue la primera incursión de Paul Bird en las carreras en carreras urbanas de  Reino Unido, entrando en la North West 200 y el Gran Premio de Úlster en Irlanda del Norte y también en otras carreras, como el TT de la Isla de Man, donde ganó tres carreras y un campeonato.
El 16 de octubre de 2015, Paul Bird Motorsport anunció un acuerdo de patrocinio con Be Wiser Insurance y ese mismo año el equipo del Campeonato Británico se proclamó el cuatro veces campeón de BSB con Shane Byrne y Glenn Irwin, y de moto, una Ducati Panigale Rs. Este patrocinio continuó hasta el final de la temporada 2019. Para 2020 y 2021, el equipo consiguió un nuevo patrocinador principal, la empresa VisionTrack, la empresa de video telemática con sede en Kent, seguido del seguro MCE para 2022, cambiando a BeerMonster a partir de 2023. 

## Vida personal
En diciembre de 2015, Paul Bird recibió una prohibición de participar en competiciones deportivas organizadas hasta julio de 2017 administrada por UKAD, la agencia antidopaje del Reino Unido, después de no pasar una prueba estándar de sustancias prohibidas . Dio positivo por cocaína después de conducir en un evento de rally automovilístico en julio de 2015. A esto le siguió una prohibición de ocho años impuesta en 2019 por la UKAD, por negarse a hacer una prueba de drogas tras un mitin en Gales en abril de 2018. La prohibición estará vigente desde el 11 de julio de 2018 hasta 2026.
Frank, el hijo de Bird, condujo la Fórmula Ford MSA para Fortec Motorsport en 2016, después de correr la temporada 2015 en el Campeonato Junior Ginetta.
En 2022, Frank Bird compitió en la Asian Le Mans Series, habiendo participado en algunas pruebas de rally durante el invierno, y participó también en el Sol Rally Barbados en junio de 2022, ganado dos veces por Paul Bird.
Paul falleció el 1 de septiembre de 2023 tras una breve enfermedad a los 56 años.

## MotoGP

### Equipo de MotoGP
PBM compitió en la temporada de MotoGP 2012 con una moto ART-Aprilia inscrita en las regulaciones CRT diseñada y construida por James Ellison, los pilotos más destacados fueron Michael Laverty y Broc Parkes participando hasta la temporada de MotoGP 2014 antes de disolverse para concentrarse en las Superbikes británicas.

### Resultados
(clave)
| Año  | Moto     | Neumáticos  | Pilotos         | 1   | 2   | 3   | 4   | 5   | 6   | 7   | 8   | 9   | 10  | 11  | 12  | 13  | 14  | 15  | 16  | 17  | 18  | Puntos | Pos. |
| ---- | -------- | ----------- | --------------- | --- | --- | --- | --- | --- | --- | --- | --- | --- | --- | --- | --- | --- | --- | --- | --- | --- | --- | ------ | ---- |
| 2012 | ART GP12 | Bridgestone |                 | QAT | ESP | POR | FRA | CAT | GBR | NED | GER | ITA | USA | IND | CZE | SMR | ARA | JPN | MAL | AUS | VAL | 35     | 11.º |
| 2012 | ART GP12 | Bridgestone | James Ellison   | 18  | Ret | Ret | 11  | 16  | 14  | 14  | 15  | 14  | Ret | 15  | 15  | 13  | 14  | 14  | 9   | Ret | 9   | 35     | 11.º |
| 2013 | PBM 01   | Bridgestone |                 | QAT | AME | ESP | FRA | ITA | CAT | NED | GER | USA | IND | CZE | GBR | SMR | ARA | MAL | AUS | JPN | VAL | 10     | 12.º |
| 2013 | PBM 01   | Bridgestone | Damian Cudlin   |     |     |     |     |     |     |     |     |     |     |     |     |     | Ret | Ret | 21  | 21  | Ret | 10     | 12.º |
| 2013 | PBM 01   | Bridgestone | Michael Laverty | 17  | 16  | 13  | 17  | 17  | Ret | 22  | 16  | Ret | 18  | 18  | 19  | 18  |     |     |     |     |     | 10     | 12.º |
| 2013 | ART GP13 | Bridgestone | Michael Laverty |     |     |     |     |     |     |     |     |     |     |     |     |     | Ret | Ret | 18  | 19  | 17  | 10     | 12.º |
| 2013 | ART GP13 | Bridgestone | Yonny Hernández | 14  | 15  | Ret | Ret | 16  | 13  | 19  | Ret | 15  | Ret | 16  | 20  | Ret |     |     |     |     |     | 10     | 12.º |
| 2014 | PBM      | Bridgestone |                 | QAT | AME | ARG | ESP | FRA | ITA | CAT | NED | GER | IND | CZE | GBR | SMR | ARA | JPN | AUS | MAL | VAL | 18     | 12.º |
| 2014 | PBM      | Bridgestone | Broc Parkes     | 15  | Ret | 21  | 17  | 18  | 17  | 16  | 11  | 21  | 15  | 19  | 21  | 18  | 18  | 20  | Ret | 14  | 20  | 18     | 12.º |
| 2014 | PBM      | Bridgestone | Michael Laverty | 16  | 16  | 18  | 16  | 16  | 16  | 17  | 21  | Ret | 14  | Ret | 17  | 17  | 16  | 18  | 13  | 12  | 19  | 18     | 12.º |